# كهف كومبرلاند
كهف كومبرلاند (بالإنجليزية: Cumberland Caverns)‏؛ هو كهف يقع في مقاطعة وارن في الولايات المتحدة. اكتشف في عام 1810.

## السياحة
يعد «كهف كومبرلاند» أحد مواقع الجذب السياحي في مقاطعة وارن في ولاية تينيسي الأمريكية.